# Olympische Sommerspiele 1912/Ringen
Bei den Olympischen Sommerspielen 1912, offiziell Spiele der V. Olympiade genannt, in der schwedischen Hauptstadt Stockholm fanden fünf Wettbewerbe im Ringen statt. Austragungsort war das Olympiastadion Stockholm. Auf dem Programm standen nur Entscheidungen im griechisch-römischen Stil, das Freistilringen fiel weg.

## Bilanz

### Medaillenspiegel
| Platz | Land            | Gold | Silber | Bronze | Gesamt |
| ----- | --------------- | ---- | ------ | ------ | ------ |
| 1     | Finnland        | 3    | 2      | 2      | 7      |
| 2     | Schweden        | 1    | 2      | 1      | 4      |
| 3     | Deutsches Reich | –    | 1      | –      | 1      |
| 3     | Russland        | –    | 1      | –      | 1      |
| 5     | Dänemark        | –    | –      | 1      | 1      |
| 5     | Ungarn          | –    | –      | 1      | 1      |

### Medaillengewinner
| Konkurrenz        | Gold           | Silber                      | Bronze               |
| ----------------- | -------------- | --------------------------- | -------------------- |
| Federgewicht      | Kaarlo Koskelo | Georg Gerstacker            | Otto Lasanen         |
| Leichtgewicht     | Eemeli Väre    | Gustaf Malmström            | Edvin Mattiasson     |
| Mittelgewicht     | Claes Johanson | Martin Klein                | Alfred Asikainen     |
| Halbschwergewicht | –              | Anders Ahlgren Ivar Böhling | Béla Varga           |
| Schwergewicht     | Yrjö Saarela   | Johan Olin                  | Søren Marinus Jensen |

## Ergebnisse griechisch-römischer Stil

### Federgewicht (bis 60 kg)
| Platz | Land | Sportler            |
| ----- | ---- | ------------------- |
| 1     | FIN  | Kaarlo Koskelo      |
| 2     | GER  | Georg Gerstacker    |
| 3     | FIN  | Otto Lasanen        |
| 4     | FIN  | Kaarlo Leivonen     |
| 4     | SWE  | Erik Öberg          |
| 6     | FIN  | Lauri Haapanen      |
| 6     | FIN  | Karl Kangas         |
| 6     | FIN  | Hjalmar Lehmusvirta |

Datum: 6. bis 15. Juli 1912

38 Teilnehmer aus 13 Ländern

### Leichtgewicht (bis 67,5 kg)
| Platz | Land | Sportler          |
| ----- | ---- | ----------------- |
| 1     | FIN  | Eemeli Väre       |
| 2     | SWE  | Gustaf Malmström  |
| 3     | SWE  | Edvin Mattiasson  |
| 4     | HUN  | Ödön Radvány      |
| 4     | SWE  | Carl Erik Lund    |
| 6     | BOH  | Jan Balej         |
| 6     | RUS  | Oskar Kaplur      |
| 6     | FIN  | David Kolehmainen |
| 6     | SWE  | Johan Nilsson     |
| 6     | FIN  | Volmar Wikström   |

Datum: 6. bis 15. Juli 1912

48 Teilnehmer aus 13 Ländern

### Mittelgewicht (bis 75 kg)
| Platz | Land | Sportler         |
| ----- | ---- | ---------------- |
| 1     | SWE  | Claes Johanson   |
| 2     | RUS  | Martin Klein     |
| 3     | FIN  | Alfred Asikainen |
| 4     | FIN  | Karl Åberg       |
| 4     | FIN  | August Jokinen   |
| 6     | NED  | Jan Sint         |
| 7     | SWE  | Edvin Fältström  |
| 7     | FIN  | Mikko Holm       |
| 7     | FIN  | Fridolf Lundsten |
| 7     | FIN  | Emil Westerlund  |

Datum: 6. bis 15. Juli 1912

38 Teilnehmer aus 13 Ländern

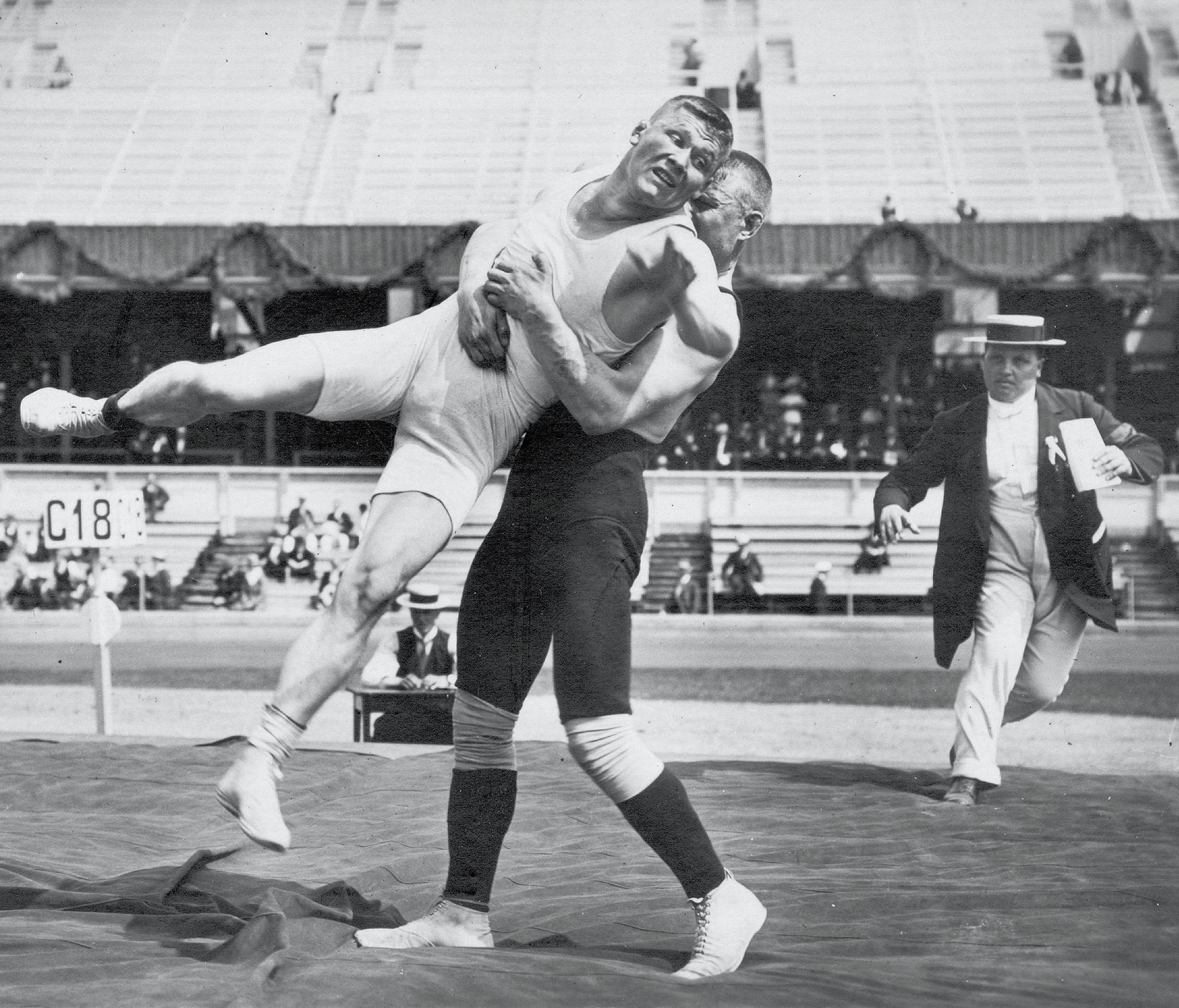
Martin Klein (rechts) im Duell mit Alfred Asikainen

Der Kampf zwischen Klein und Asikainen ging mit einer Dauer von 11 Stunden und 40 Minuten als längster olympischer Ringkampf in die Geschichte ein.

### Halbschwergewicht (bis 82,5 kg)
| Platz | Land | Sportler           |
| ----- | ---- | ------------------ |
| 1     | –    | nicht vergeben     |
| 2     | SWE  | Anders Ahlgren     |
| 2     | FIN  | Ivar Böhling       |
| 3     | HUN  | Béla Varga         |
| 4     | GER  | Fritz Lange        |
| 4     | FIN  | Anders Rajala      |
| 6     | DEN  | Jens Christensen   |
| 6     | DEN  | Johannes Eriksen   |
| 6     | FIN  | Knut Lindberg      |
| 6     | ISL  | Sigurjón Pétursson |

Datum: 7. bis 15. Juli 1912

29 Teilnehmer aus 12 Ländern
Die Finalteilnehmer wurden beide auf den zweiten Platz gesetzt, da auch nach neun Stunden dauerndem Kampf kein Sieger ermittelt werden konnte.

### Schwergewicht (über 82,5 kg)
| Platz | Land | Sportler             |
| ----- | ---- | -------------------- |
| 1     | FIN  | Yrjö Saarela         |
| 2     | FIN  | Johan Olin           |
| 3     | DEN  | Søren Marinus Jensen |
| 4     | GER  | Jakob Neser          |
| 5     | FIN  | Emil Backenius       |
| 5     | FIN  | Kalle Viljamaa       |
| 7     | FIN  | Adolf Lindfors       |
| 7     | FIN  | Gustaf Pelander      |

Datum: 7. bis 14. Juli 1912

17 Teilnehmer aus 9 Ländern